# Bruck (Oberbayern)
Bruck ([bʁʊk] ⓘ) ist eine Gemeinde im oberbayerischen Landkreis Ebersberg. Sitz der Gemeindeverwaltung ist Alxing. Die Gemeinde ist Mitglied der Verwaltungsgemeinschaft Glonn.

## Geographie

### Lage
Die Gemeinde liegt an der Moosach, einem Nebenfluss der Attel in der südlichen Region München etwa 5 km südwestlich von Grafing, 16 km nördlich von Feldkirchen-Westerham, 31 km südöstlich der Landeshauptstadt München und 9 km von der Kreisstadt Ebersberg entfernt. Zum nächstgelegenen Bahnhof in Grafing Bahnhof mit Anschluss zur S-Bahnlinie 6, der S-Bahnlinie 4 (Taktverstärker, nur während der Hauptverkehrszeit) und den Regionalbahnen (Bahnstrecke München–Rosenheim und nach Wasserburg) sind es nur 4 km, die A 99 (Anschlussstelle Haar) ist 17 km entfernt.

### Gemeindegliederung
Es gibt 18 Gemeindeteile (in Klammern ist der Siedlungstyp angegeben):
- Alxing (Kirchdorf)
- Balharding (Einöde)
- Bauhof (Weiler)
- Bruck (Pfarrdorf)
- Doblbach (Einöde)
- Eichtling (Weiler)
- Einharding (Weiler)
- Feichten (Einöde)
- Hamberg (Weiler)
- Hüttelkofen (Weiler)
- Loch (Weiler)
- Nebelberg (Weiler)
- Pienzenau (Siedlung)
- Pullenhofen (Kirchdorf)
- Schlipfhausen (Weiler)
- Taglaching (Kirchdorf)
- Wildaching (Einöde)
- Wildenholzen (Dorf)

Es gibt die Gemarkungen Bruck und Alxing.

### Natur
Folgende Schutzgebiete berühren das Gemeindegebiet:
- Landschaftsschutzgebiet LSG „Steinsee, Moosach, Doblbach, Brucker Moos und Umgebung“ (LSG-00406.01)
- Fauna-Flora-Habitat-Gebiet Kupferbachtal, Glonnquellen und Gutterstätter Streuwiesen (8037-371)

Außerdem sind in der Gemeinde vier Einzelobjekte als Naturdenkmäler ausgewiesen, siehe Liste der Naturdenkmäler im Landkreis Ebersberg.

## Geschichte

### Bis zur Gemeindegründung
Zu den ältesten Orten der Gemeinde zählen Taglaching (788) und Pullenhofen (802). Der Ort Bruck wird 1047 erstmals erwähnt und hat seinen Namen von einer Brücke, die an dieser Stelle über die Moosach führte. Bruck war Teil des Kurfürstentums Bayern und gehörte zur geschlossenen Hofmark Wildenholzen der Pienzenauer. Die Burg Wildenholzen wurde erstmals 1381 als im Besitz der Herren von Pienzenau und 1386 als Burg „Wildenholtzen“ erwähnt. Georg von Pienzenau hinterließ in seinem im Jahre 1556 verfassten Testament den Großteil seines Vermögens in Form einer Wohltätigkeitsstiftung seinen Untertanen. Schloss Wildenholzen wurde 1818 bis auf die Burgkapelle abgebrochen.

### Ab 1818
Im Jahre 1818 entstand durch das bayerische Gemeindeedikt die Gemeinde Bruck. Der erst 1951 neu gegründete Teilort Pienzenau erinnert an das alte Adelsgeschlecht und wurde auf dem ehemaligen Gelände einer Silberfuchsfarm von der Gemeinde errichtet. Seine ersten Bewohner waren zu einem Großteil Heimatvertriebene aus der Zeit nach dem Zweiten Weltkrieg.
Die Gemeinden Baiern, Bruck, Egmating, Glonn, Moosach und Oberpframmern schlossen sich 1978 im Zuge der Gebietsreform in Bayern zur Verwaltungsgemeinschaft Glonn zusammen.
Alxing (erstmals 836 erwähnt) ist das heutige Zentrum der Gemeinde. Hier befinden sich die Gemeindeverwaltung, die Gemeindehalle, der Wertstoffhof, die Schule, der Kindergarten und auch die Raiffeisenbank.

### Einwohnerentwicklung
Zwischen 1988 und 2018 wuchs die Gemeinde von 916 auf 1293 um 377 Einwohner bzw. um 41,2 %.
| Jahr | Einwohner |
| ---- | --------- |
| 1970 | 879       |
| 1987 | 908       |
| 1991 | 981       |
| 1995 | 940       |
| 2000 | 1047      |
| 2005 | 1202      |
| 2010 | 1167      |
| 2015 | 1244      |

## Politik

### Bürgermeister
- Erster Bürgermeister ist Josef Schwäbl (CSU).
- Zweiter Bürgermeister ist Michael Zäuner (CSU).
- Dritte Bürgermeisterin ist Gabriele Grünfelder (Bürgerliste Bruck).[5]

### Gemeinderat
| Jahr | CSU         | BL          | Einigkeit   | OPiB | gesamt |
| ---- | ----------- | ----------- | ----------- | ---- | ------ |
| 2020 | 5           | 2           | 4           | 1    | 13     |
| 2014 | 5 (38,70 %) | 3 (24,32 %) | 4 (36,98 %) |      | 12     |
| 2008 | 6 (47,90 %) | 3 (27,76 %) | 3 (24,33 %) |      | 12     |
| 2002 | 6           | 3           | 3           |      | 12     |

CSU = Christlich-Soziale Union; BL = Bürgerliste Bruck e. V.; Einigkeit = Freie Wählergemeinschaft Einigkeit; OPiB= Offene Politik in Bruck

### Wappen

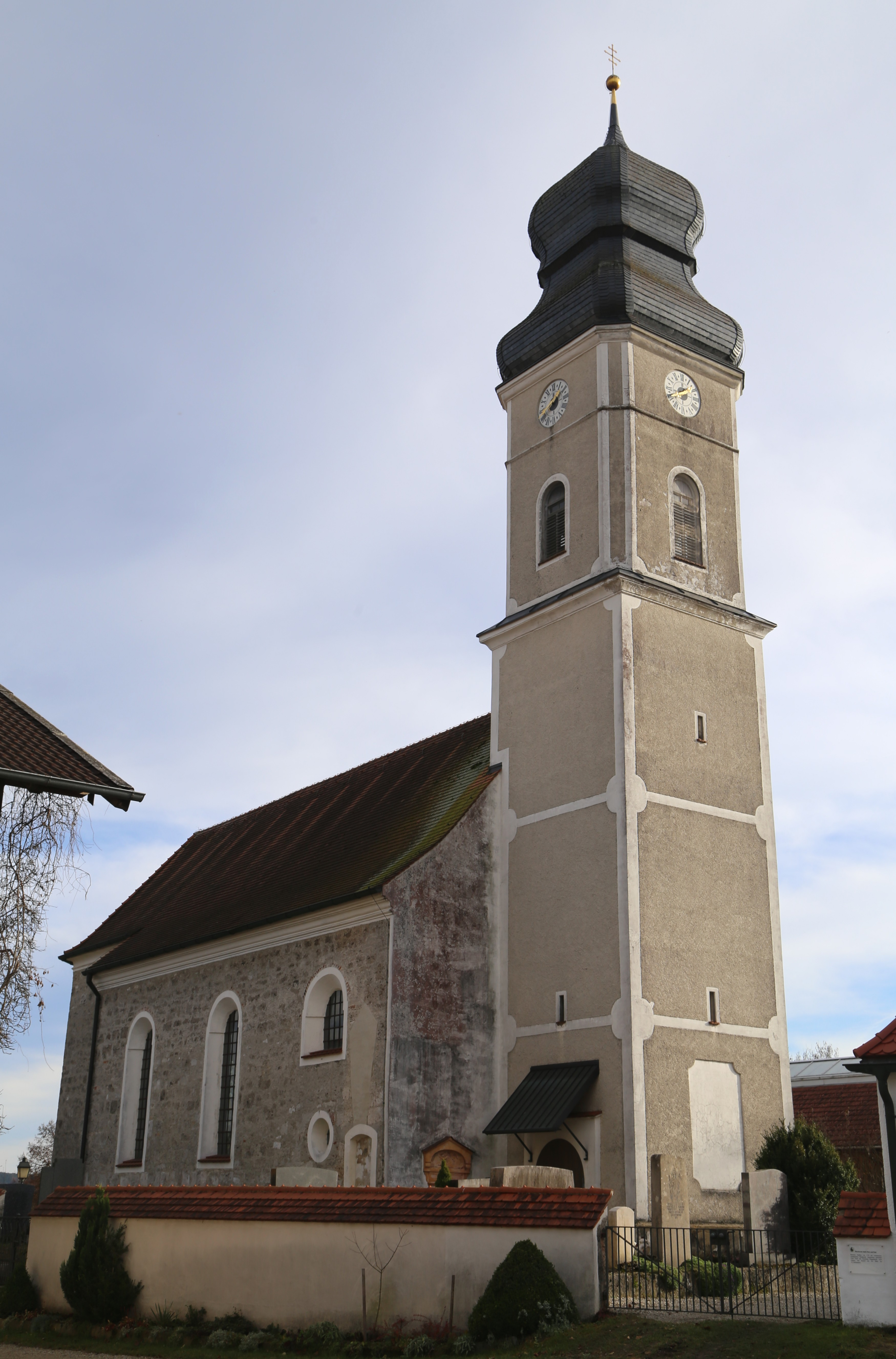
St. Peter und Paul Bruck

| | Blasonierung: „Geteilt von Schwarz und Silber; oben eine silberne Brücke, unten ein schwarzer, mit drei goldenen Kugeln belegter Schrägbalken.“ |
| Wappenbegründung: Die heraldisch stilisierte Brücke verweist als redendes Bild auf den Gemeindenamen. Der mit drei goldenen Kugeln belegte schwarze Schrägbalken ist vom Wappen der in Altbayern und Südschwaben reich begüterten Herren von Pienzenau übernommen, die über viele Jahrhunderte ihren Sitz in der zur Gemeinde gehörenden Ortschaft Wildenholzen hatten und dort Hofmarksrechte ausübten. Wappenführung seit 1953 | |

## Baudenkmäler
- Katholische Pfarrkirche St. Peter und Paul in Bruck
- Ehemalige Sägemühle in Bruck
- Pfarrkirche St. Michael in Alxing
- Filialkirche St. Kastulus in Pullenhofen
- Filialkirche St. Georg in Taglaching
- Ehemalige Schlosskapelle, jetzt Filialkirche St. Andreas in Wildenholzen

## Wirtschaft und Infrastruktur

### Wirtschaft einschließlich Land- und Forstwirtschaft
Es gab 1998 im Bereich der Land- und Forstwirtschaft keine, im produzierenden Gewerbe 21 und im Bereich Handel und Verkehr keine sozialversicherungspflichtig Beschäftigte am Arbeitsort. Sozialversicherungspflichtig Beschäftigte am Wohnort gab es 1998 insgesamt 285, im Jahr 2020 92. Im verarbeitenden Gewerbe gab es 1998 fünf Betriebe, im Bauhauptgewerbe einen Betrieb. 2020 gab es im Bauhauptgewerbe 2 Betriebe.
Im Jahr 1999 bestanden 62 landwirtschaftliche Betriebe mit einer landwirtschaftlich genutzten Fläche von 1478 ha. Davon waren 903 ha Dauergrünfläche. Im Jahr 2020 bestanden noch 45 landwirtschaftliche Betriebe mit einer landwirtschaftlich genutzten Fläche von 1404 ha. Davon waren 771 ha Dauergrünfläche.

### Verkehr
Ab 1894 befand sich im Ortsteil Taglaching ein Haltepunkt der Lokalbahn Grafing–Glonn, auf dieser wurde jedoch 1970 aufgrund sinkender Fahrgastzahlen der Personenverkehr und 1971 der Güterverkehr eingestellt und die Strecke stillgelegt.
Die Anbindung an den S- und Regionalbahnhof Grafing Bahnhof wird seitdem mit dem Regionalbus Linie 440 (Grafing–Glonn) gewährleistet. Die Gemeinde Bruck liegt in der Zone 3 des Münchner Verkehrs- und Tarifverbunds.

### Energie

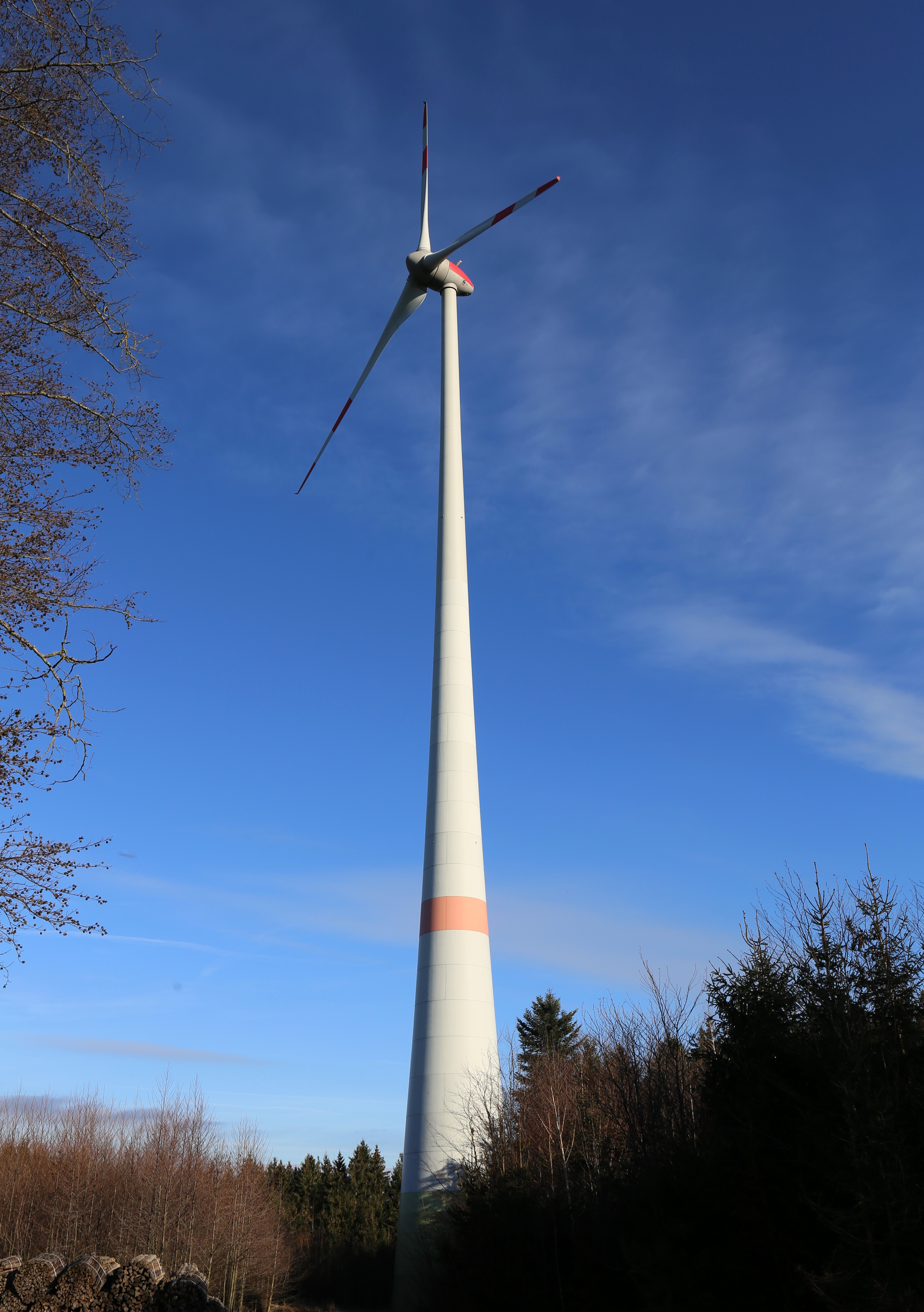
Windrad der „Windenergie Osterkling“, Bruck (Oberbayern)

Im Gemeindeteil Hamberg steht die Windkraftanlage Osterkling, eine E-82 E2-Anlage des Herstellers Enercon mit einer Nabenhöhe von 138 m und 2.300 kW Leistung. Sie wurde im Dezember 2016 in Betrieb genommen und war bis 2024 die erste und einzige Windkraftanlage im Landkreis Ebersberg.
Im Juni 2024 wurde im Grenzgebiet zur Gemeinde Moosach, zwischen den Gemeindeteilen Taglaching (Bruck) und Fürmoosen (Moosach), mit dem Bau der Windkraftanlage Hirtenholz begonnen. Es handelt sich um eine Enercon-Anlage vom Typ E-138 EP3 E3 mit einer Nabenhöhe von 160 m, Rotorblatt-Länge von 68 m und Nennleistung von 4.260 kW. Sie ist die zweite Windkraftanlage im Landkreis Ebersberg.

### Bildung
Im Jahr 2014 existierten folgende Einrichtungen:
- Kinderhaus Sonnenblume Alxing/Bruck: zwölf Krippenplätze (für Kinder bis zwei Jahre) und 50 Kindergartenplätze (für Kinder von zwei Jahren bis zum Schuleintritt)
- Grundschule Moosach-Alxing: Die Schüler aus den Gemeinden Bruck und Moosach sind in zwei Schulhäusern untergebracht, die 4,5 Kilometer voneinander entfernt liegen. Die Jahrgangsstufen 1 und 2 werden in Alxing unterrichtet und die Jahrgangsstufen 3 und 4 in Moosach. Im Schuljahr 2014/2015 besuchten rund 120 Kinder die Grundschule Moosach-Alxing.[11]

## Vereine, Verbände und Gruppen
In der Gemeinde Bruck gibt es folgende Vereine und Gruppierungen:
- Vereine: Freiwillige Feuerwehr Bruck; Freiwillige Feuerwehr Alxing; Brandunterstützungsverein Bruck; Burschenverein Bruck; Radfahrerverein Alxing; Sportverein Bruck; Schützenverein Bruck; Schützenverein Alxing; VDK-Ortsverband Bruck; Veteranenverein Bruck; Kinderförderverein Alxing-Bruck; Brucker Sänger; Männerchor Aßling-Bruck
- Verbände: Bayerischer Bauernverband, Ortsverband Bruck; Wasserverband Brucker Moos; Wasserverband zur Regulierung der Urtel
- Genossenschaften: Jagdgenossenschaft Bruck; Milchverwertungsgenossenschaft Taglaching und Umgebung; Alxing-Brucker Genossenschaftsbank

## Persönlichkeiten
- Kurt Utz (1901–1974), evangelischer Kirchenmusiker, Organist und Komponist